# VKB-Bank
Die Volkskreditbank AG, kurz VKB, ist eine mittelständische Regionalbank für den unternehmerischen und privaten Mittelstand. Mit knapp 600 Mitarbeitern und 29 Filialen in Oberösterreich, Wien und Salzburg ist sie die größte österreichische Bank mit genossenschaftlicher Eigentumsstruktur, die nicht an einen Sektor gebunden ist. Die Zentrale der Bank hat ihren Sitz in der Linzer Rudigierstraße.

## Über die VKB
Die Bank wurde 1873 vom Linzer Bischof Franz Joseph Rudigier als Genossenschaft gegründet, um Bauern und mittelständische Gewerbetreibende zu unterstützen. 1981 wurde das Unternehmen dann in eine Aktiengesellschaft umgewandelt. Alleinaktionär der Volkskreditbank AG ist die Volkskredit Verwaltungsgenossenschaft. Die Genossenschaft zählte 2023 mehrere tausend Mitglieder. Die Hauptzielgruppe der VKB bilden mittelständische Betriebe, Selbstständige und Privatkunden.
Zum wiederholten Male kürte das internationale Financial Times Magazin „The Banker“ die VKB-Bank zur kapitalstärksten Bank Österreichs. Weltweit gesehen liegt die Bank bei diesem Ranking auf Platz 221 der Top 1000 Banken. Die jährliche Analyse der am besten mit Kernkapital ausgestatteten Banken ist laut Financial Times „das umfangreichste verfügbare Banken-Ranking“.
Im Jahr 2021 übernahmen Maria Steiner, Alexander Seiler und Markus Auer als Vorstandsteam die VKB. Sie richteten den Fokus der Bank auf den Mittelstand aus und expandierten nach Wien und Salzburg. Dies hatte im Jahr 2022 eines der besten Geschäftsergebnisse der Bank zur Folge.